# 아돌프 티데만트

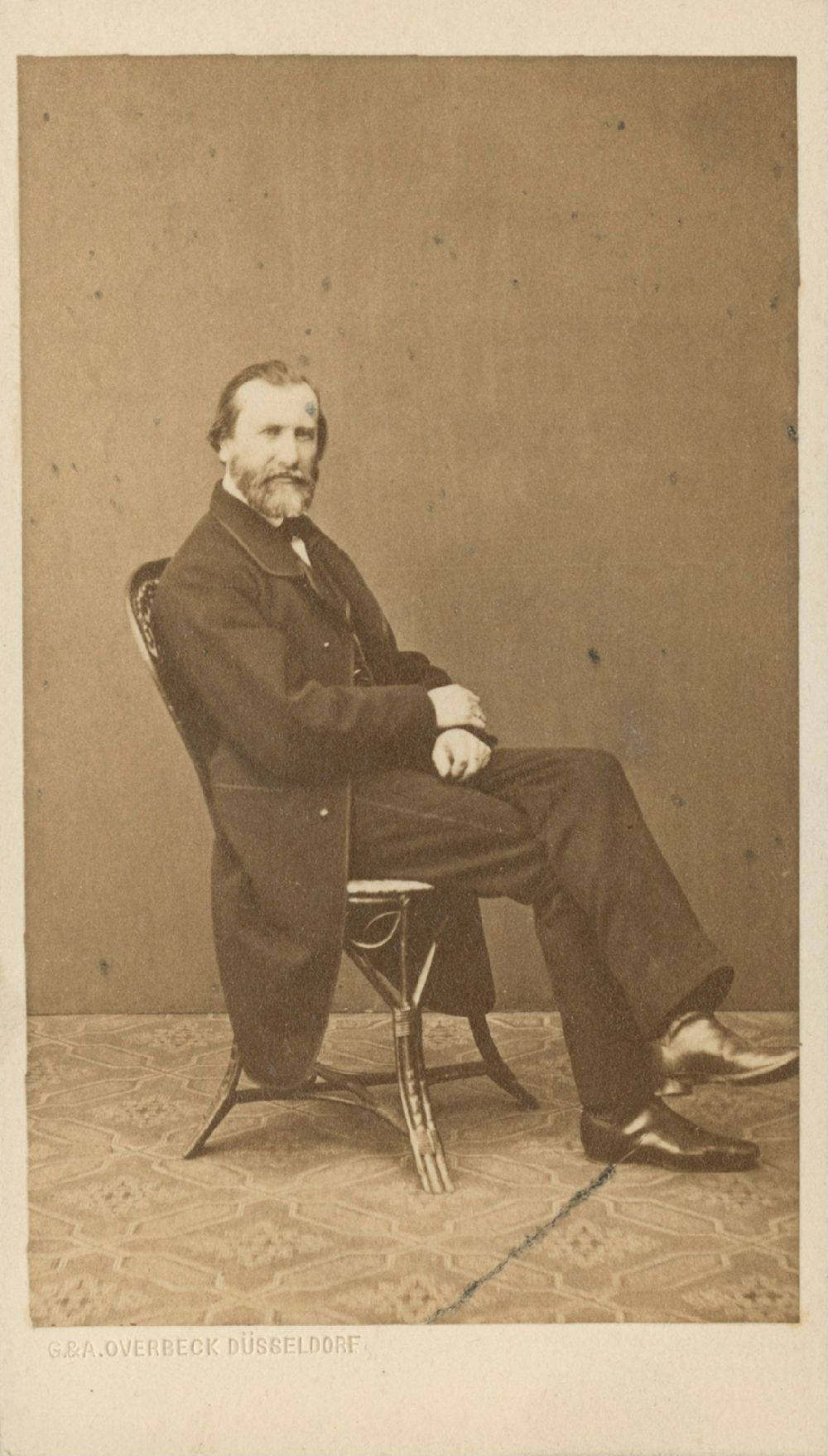
아돌프 티데만트, 1868년경

아돌프 티데만트(Adolph Tidemand, 1814년 8월 14일~1876년 8월 8일)는 노르웨이의 낭만주의 민족주의 화가이다. 대표적인 작품으로는 한스 구데와 공동으로 그린 《하르당에르피오르드의 신부 행렬》(Brudeferd i Hardanger, 1848)과 《저교회파의 예배》(Low Church Devotion, 1852)가 있다.

## 생애
아돌프 티데만트는 1814년 노르웨이 만달에서 세관 검사관이자 노르웨이 의회 대표인 크리스텐 티데만트(Christen Tidemand, 1779~1838)와 요하네 헨리에테 헨리케 헤이스트(Johanne Henriette Henrikke Haste, 1779~1859)의 아들로 태어났다. 그는 만달에서 개인 미술 레슨을 받았고 미술 재능을 인정 받게 되었다. 그 후 그는 크리스티아니아(현재의 오슬로)의 미술학교에 등록했고, 1832년에서 1837년 사이에 덴마크 코펜하겐으로 이사했다. 코펜하겐에 도착한 후, 그는 덴마크 왕립 미술 아카데미에 입학을 거부당해 사립 미술 학교에서 공부했지만, 1833년에는 결국 덴마크 왕립 미술 아카데미의 학생이 되었고, 1835년과 1836년에 아카데미 전시회에 작품을 출품했다. 그 후 그는 독일 뒤셀도르프에 정착했다.
그는 1837년부터 1841년까지 당시 국제적으로 명성이 높았던 뒤셀도르프 미술 아카데미에 다녔다. 그는 뒤셀도르프 화파 출신의 독일 화가 테오도르 힐더브랜트에게 미술을 배우고 많은 영향을 받았다. 여기서 그는 Hjemvendte fiskere ved den sjællandske kyst (1838)를 그렸다. 그의 그림 Gustav Vasataler til dalalmuen i Mora kirke (1841)는 독일 박물관에 판매되었다가 후에 크리스티아니아로 반환되었다.
1841년 가을, 그는 동생 에밀과 함께 이탈리아로 가서 그림 공부를 이어갔다. 이 시기에는 1842년작 《나폴리 어부》(Napolitansk fisker)를 제외하고는 남아있는 그의 작품이 거의 없다. 티데만트는 노르웨이로 돌아온 후 노르웨이 역사에 특히 관심을 갖게 되었다. 1843년 하르당에르에서 여행하던 중 그는 18세의 한스 구데를 만났다. 이후 두 사람은 친밀한 우정을 쌓았고, 이들은 풍경화 몇 점을 공동으로 작업하게 되었다.

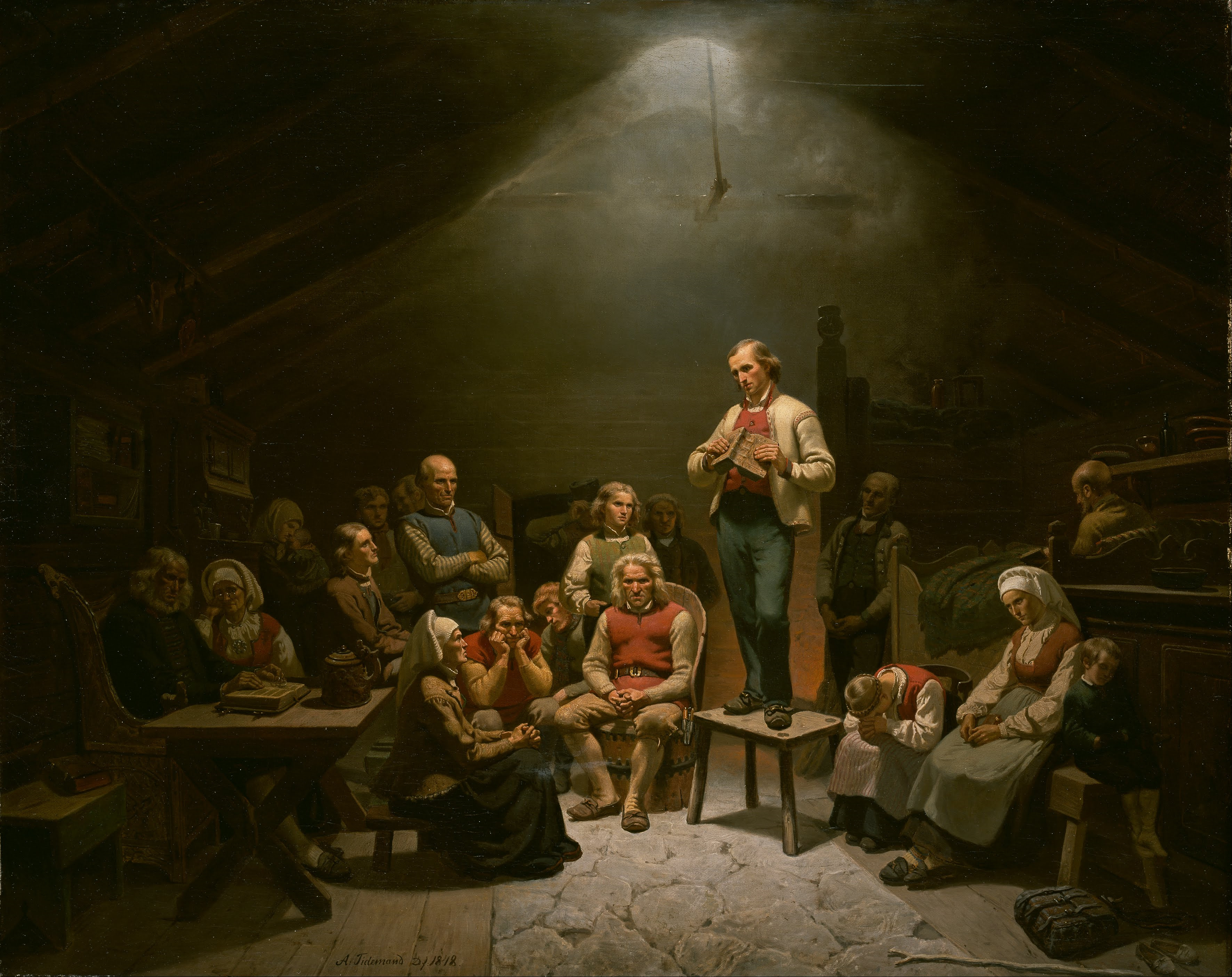
《저교회파의 예배》, 1852년, 오슬로 국립미술관 소장

1842년부터 1845년까지 그는 외스테르달렌, 구드브란스달렌, 송, 하르당에르 및 텔레마르크주 등 노르웨이를 광범위하게 여행했다. Eventyrfortellersken (1844), Søndagskveld i en hardangersk røkstue (1843) 및 Gudstjeneste i en norsk landsens kirke (1845) 등 그의 많은 작품이 이 시기에 제작되었다. 티데만트는 1875년 마지막으로 노르웨이 남부를 여행하면서 민속 의상, 가정용 식기, 건축물에 대해 공부했고 구전 전통, 민담, 전설에 대해서도 자세히 알게 되었다. 그의 시골풍 그림은 큰 인기를 얻었으며, 1848년 그는 스웨덴과 노르웨이의 국왕인 오스카르 1세로부터 크리스티아니아 근처의 오스카르샬 왕궁을 위해 노르웨이 농민의 삶을 담은 연작을 그려달라는 의뢰를 받았다.
오늘날 아돌프 티데만트는 노르웨이의 농장과 문화를 묘사한 그림으로 가장 잘 알려져 있으며, 최초의 노르웨이 역사 화가 중 한 명으로 여겨진다. 티데만트는 옛 노르웨이의 농장 문화를 그림으로 표현하면서 농부의 인간적이고 문화적인 존엄성을 새롭게 표현했다. 오슬로에 있는 국립 미술, 건축, 디자인 박물관(Nasjonalgalleriet)에는 티데만트의 작품 100여 점이 소장되어 있다.

## 사생활
그는 1845년에 어린 시절 연인인 클로딘 마리 베르기트 예거(Claudine Marie Bergitte Jæger, 1817~1887)와 결혼했다. 결혼 후 1845년에 아내와 함께 뒤셀도르프에 정착했다. 그들의 유일한 자식이자 아들인 아돌프 주니어는 1874년 28세의 나이로 요절했다. 티데만트는 그 후 2년 뒤인 1876년에 61세의 나이로 사망했다.
티데만트는 1849년 노르웨이 왕립 성 올라프 훈장을, 1855년에는 레지옹 도뇌르 훈장을, 1866년에는 스웨덴 북극성 훈장을 받았다.

## 작품

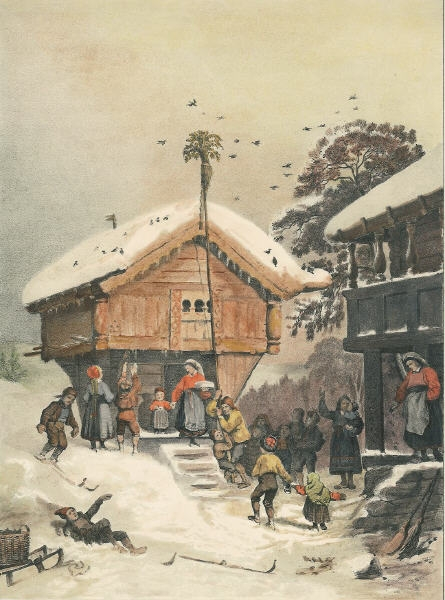
《노르웨이의 크리스마스 풍습》, 1846년, 오슬로 국립미술관
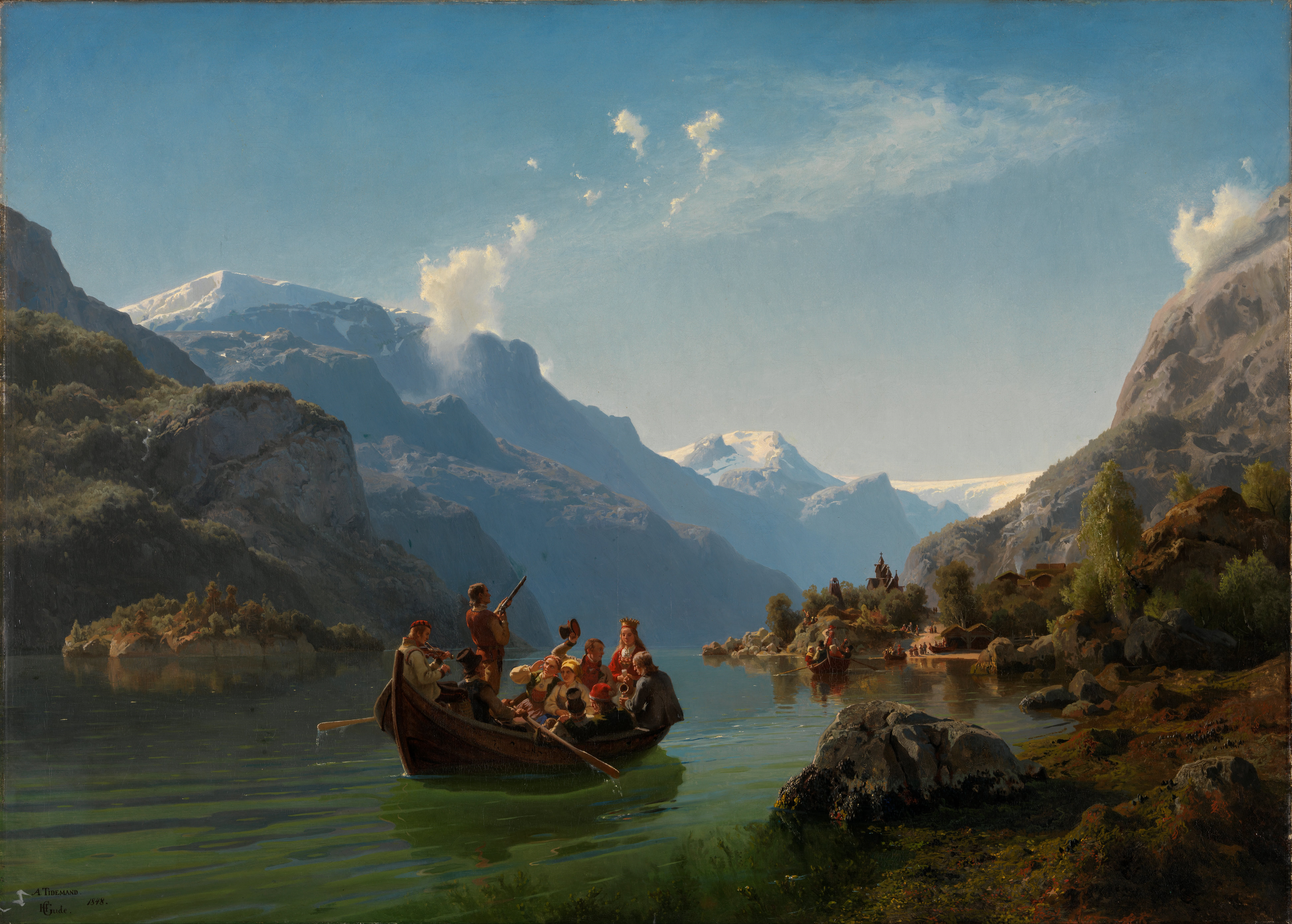
《하르당에르피오르드의 신부 행렬》, 1848년, 내셔널 갤러리
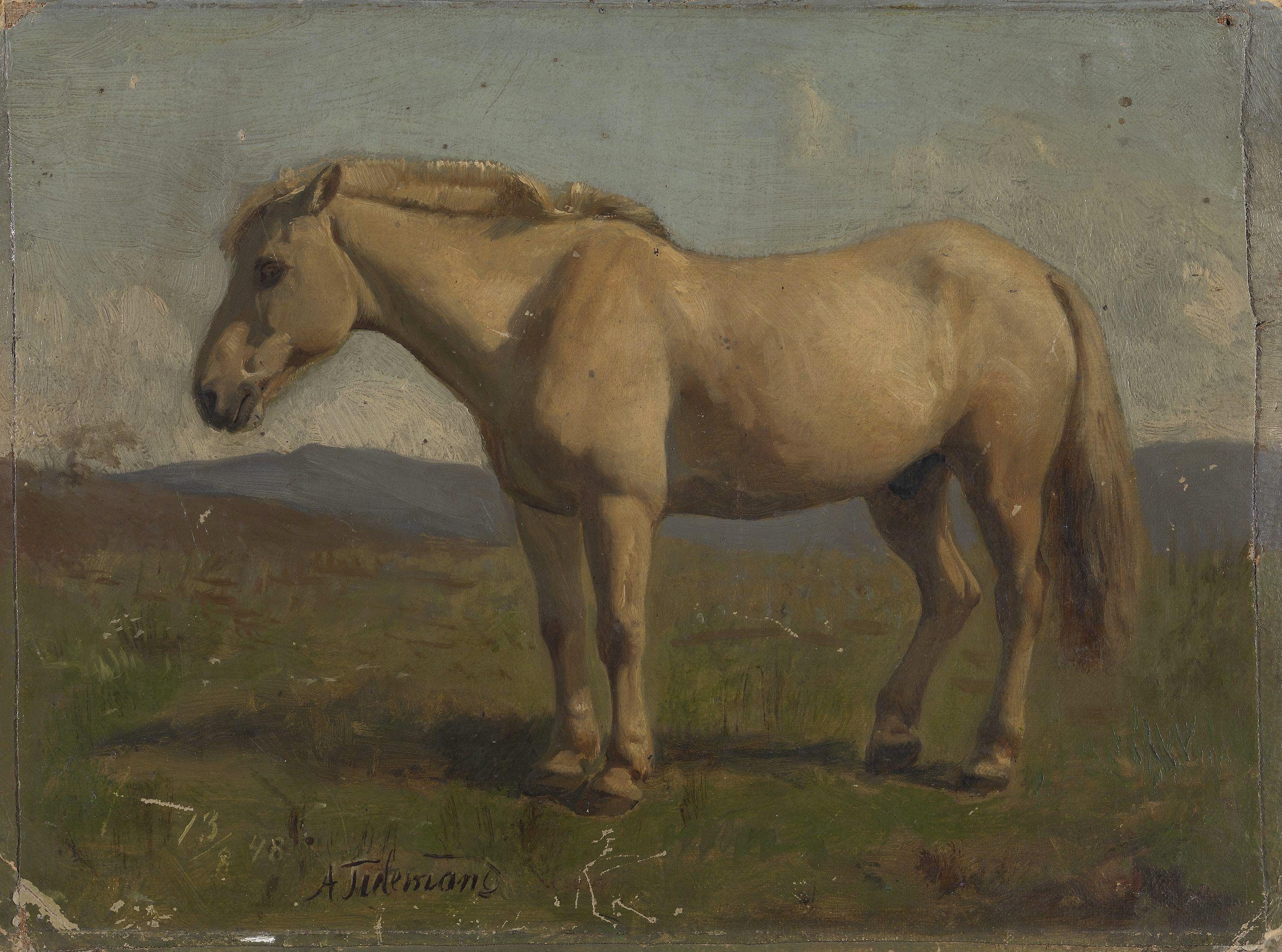
《회갈색 말》, 1848년, 오슬로 국립미술관
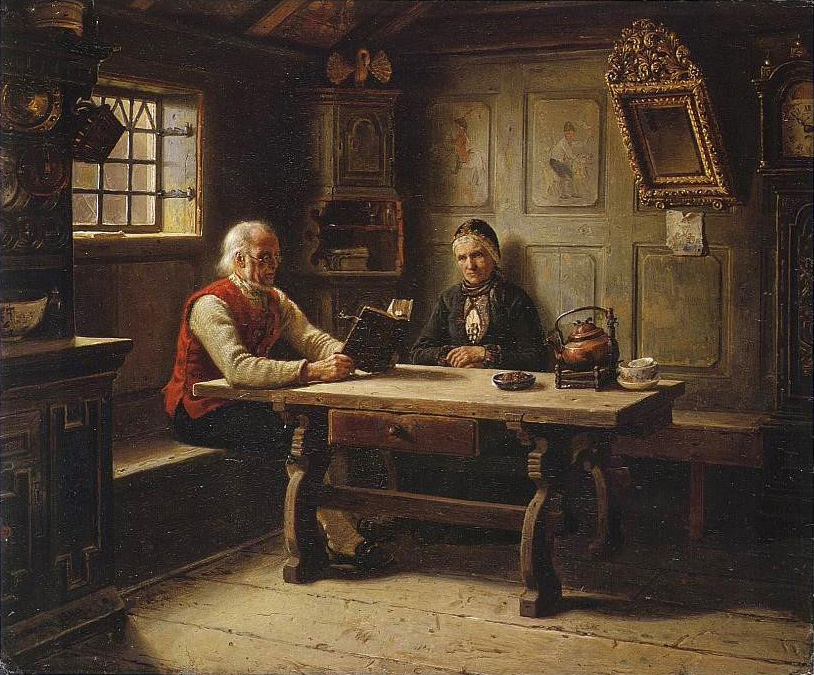
《노년의 고독》, 1849년, 오슬로 국립미술관
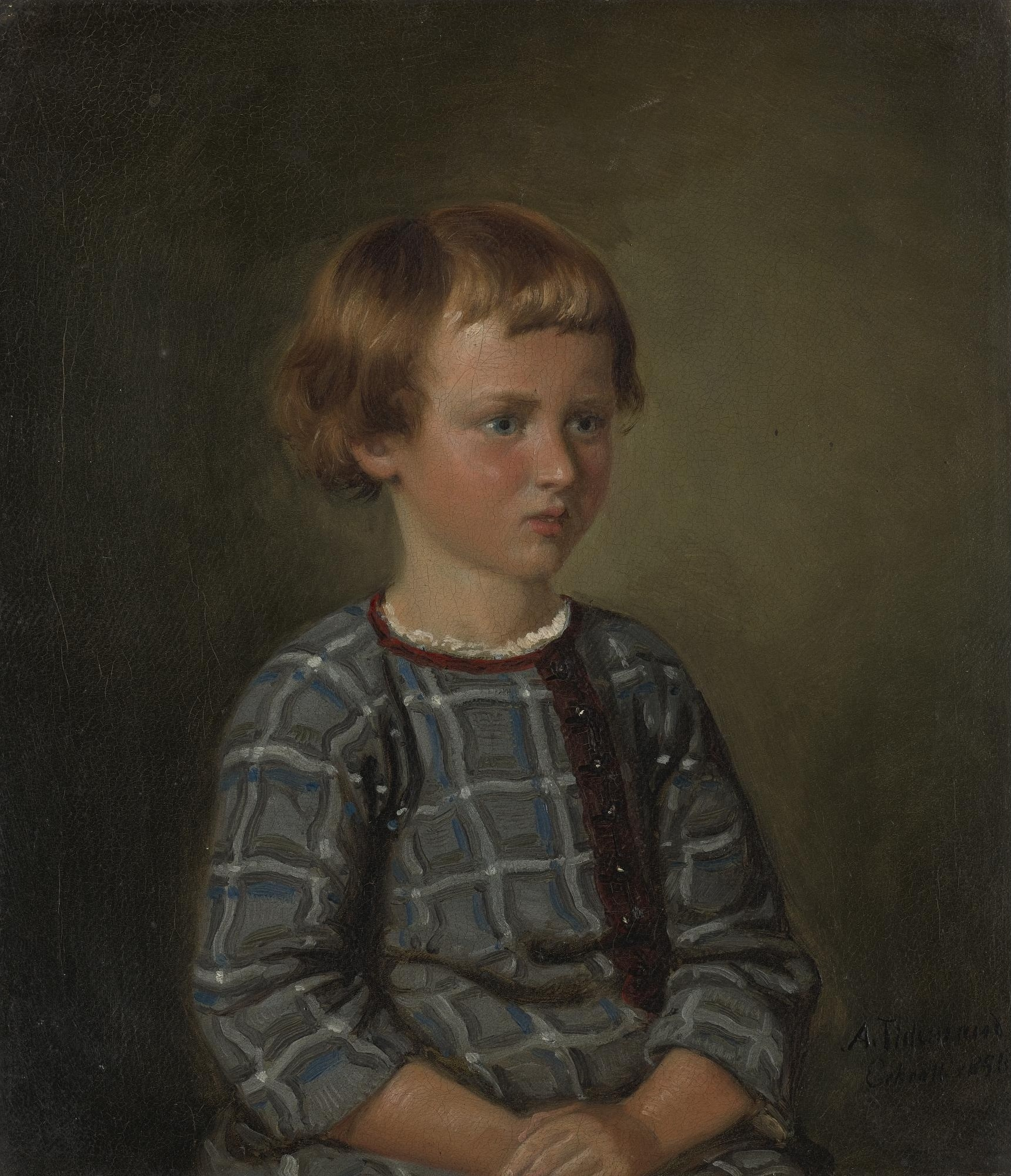
《어린 소녀의 초상화》, 1851년
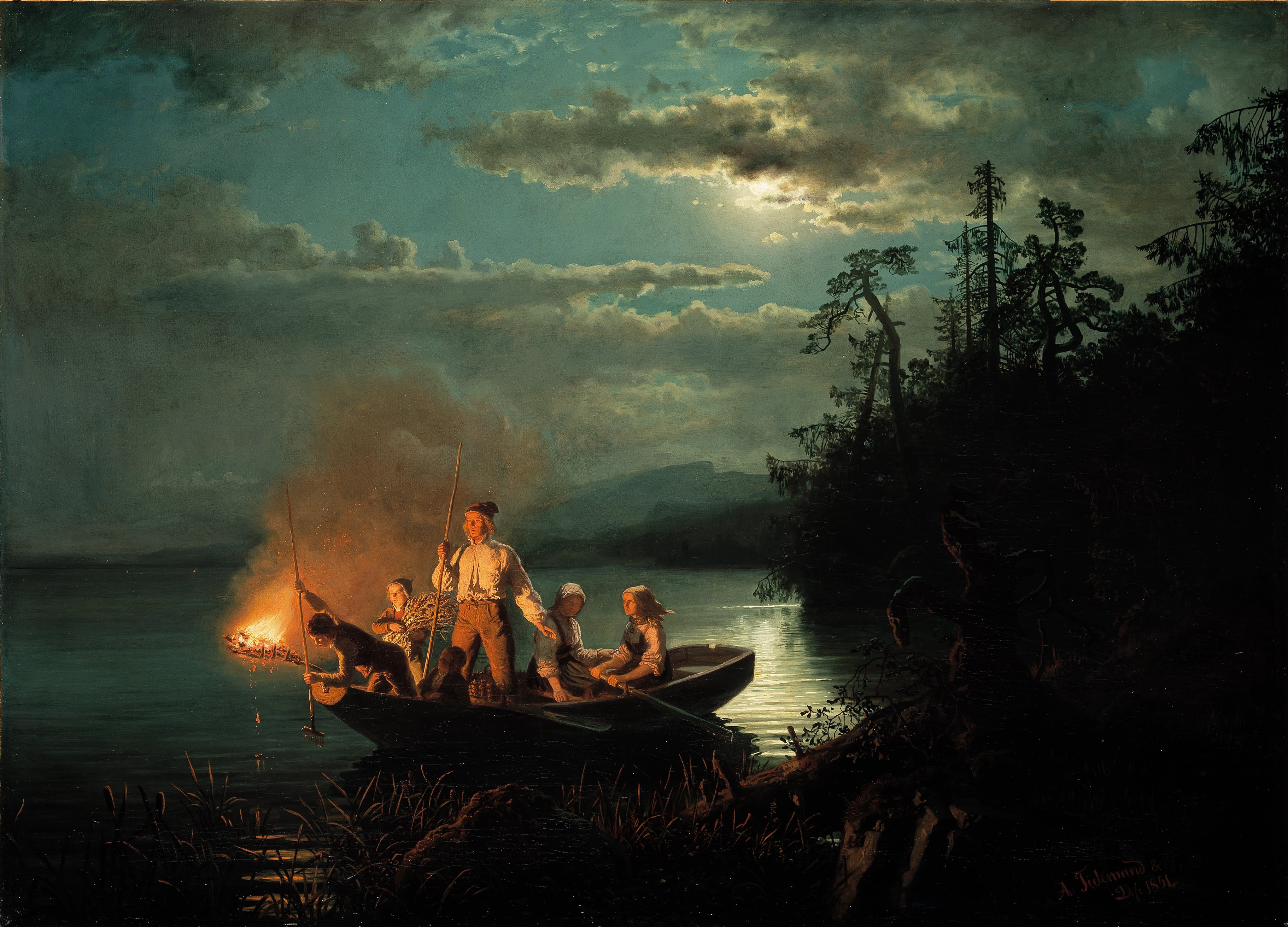
《작살 낚시》, 1851년, 오슬로 국립미술관
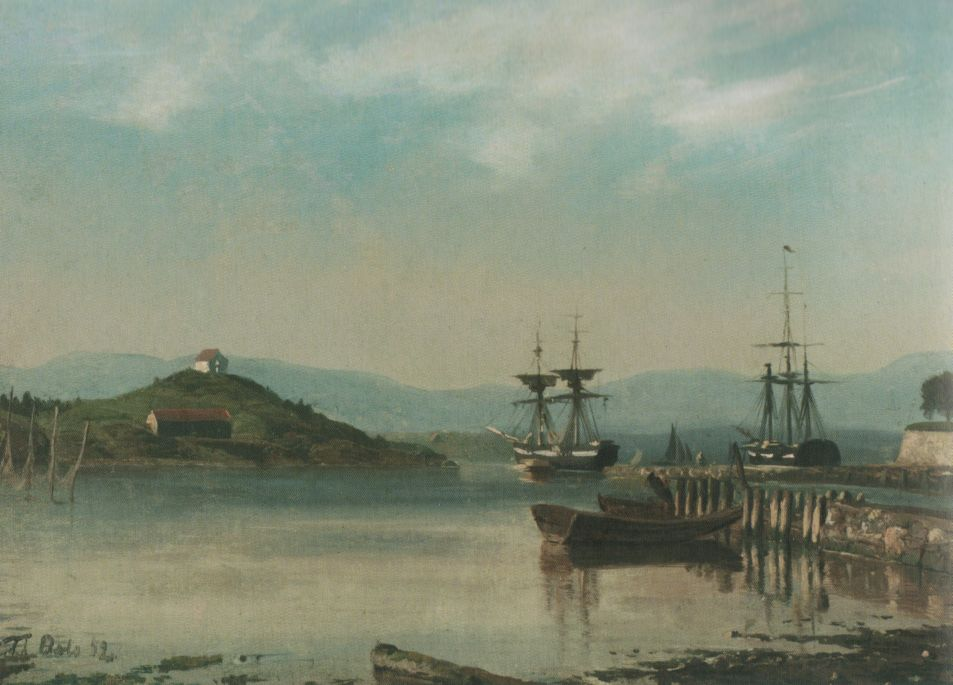
《오슬로 해변 거리에서 본 풍경》, 1852년
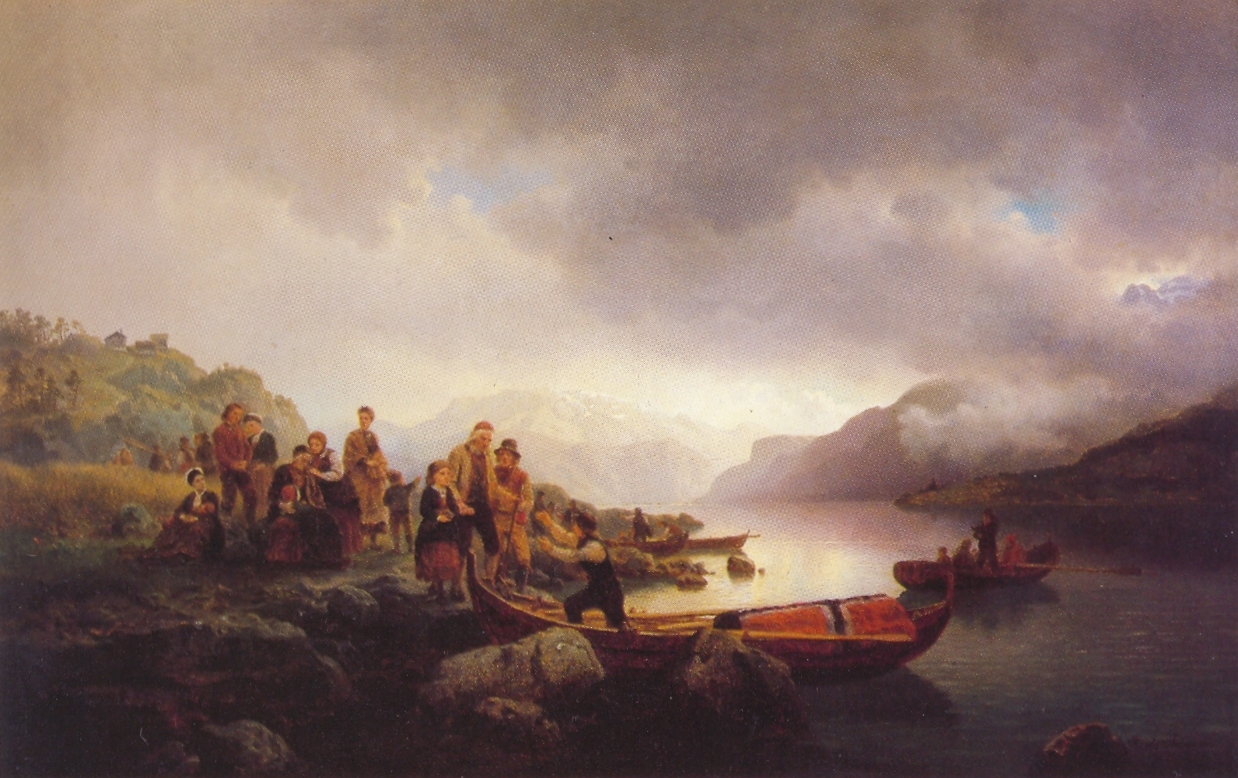
Likferd på Sognefjorden, 1853년
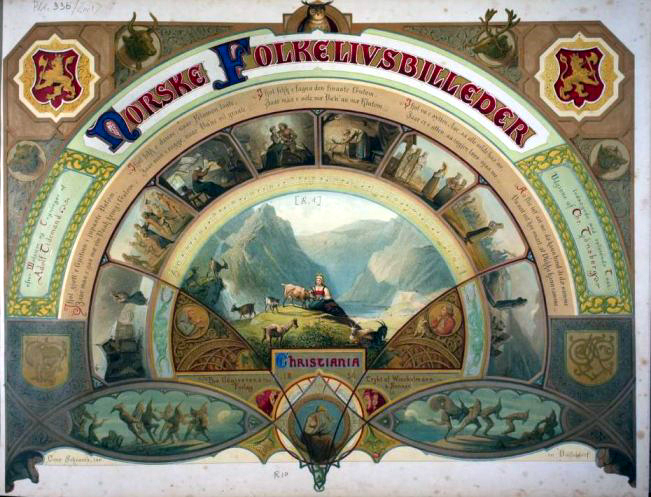
Norske Folkelivsbilleder (노르웨이 민화), 1854년
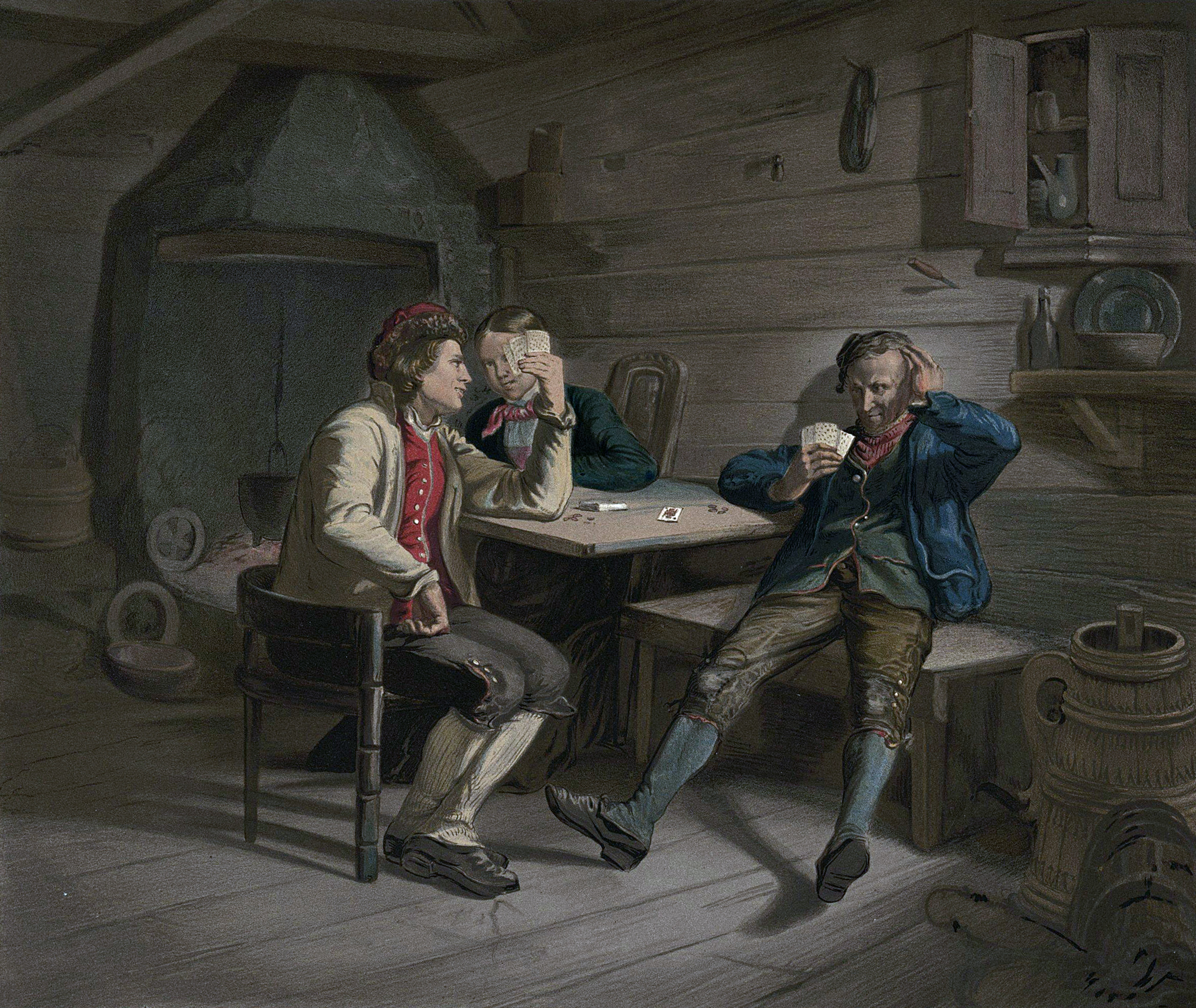
《카드 플레이어》
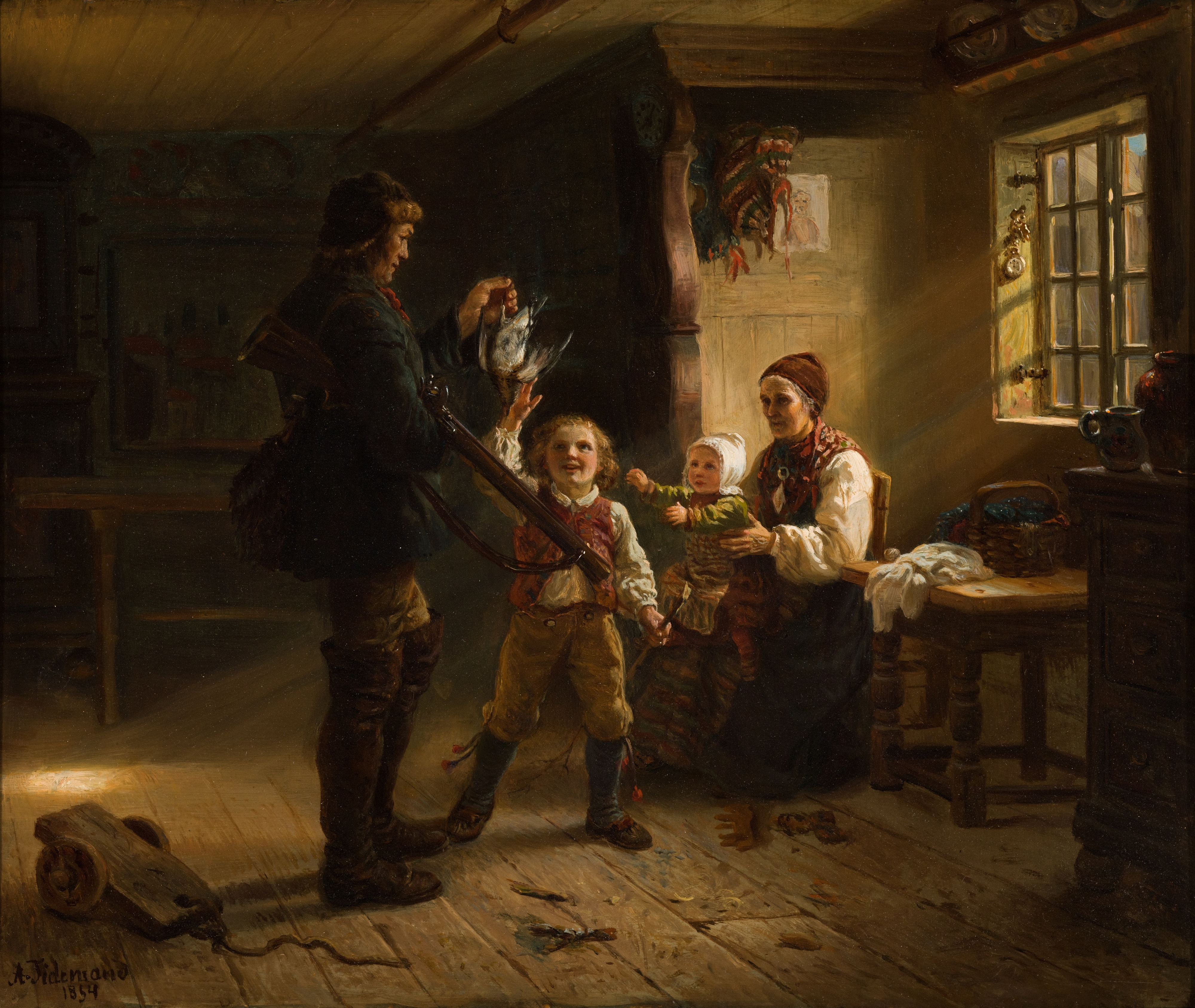
《집에 도착한 사냥꾼》(Jegeren kommer hjem), 1854년, 릴레함메르 미술관
《점쟁이》, 1857년, 스웨덴 국립미술관
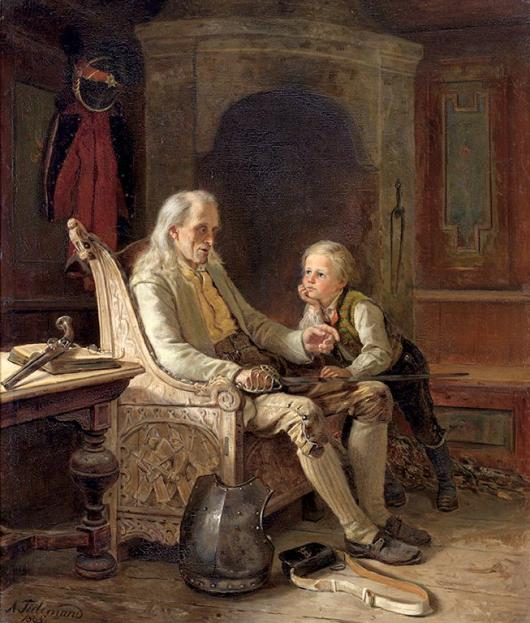
《할아버지의 추억》, 1865년
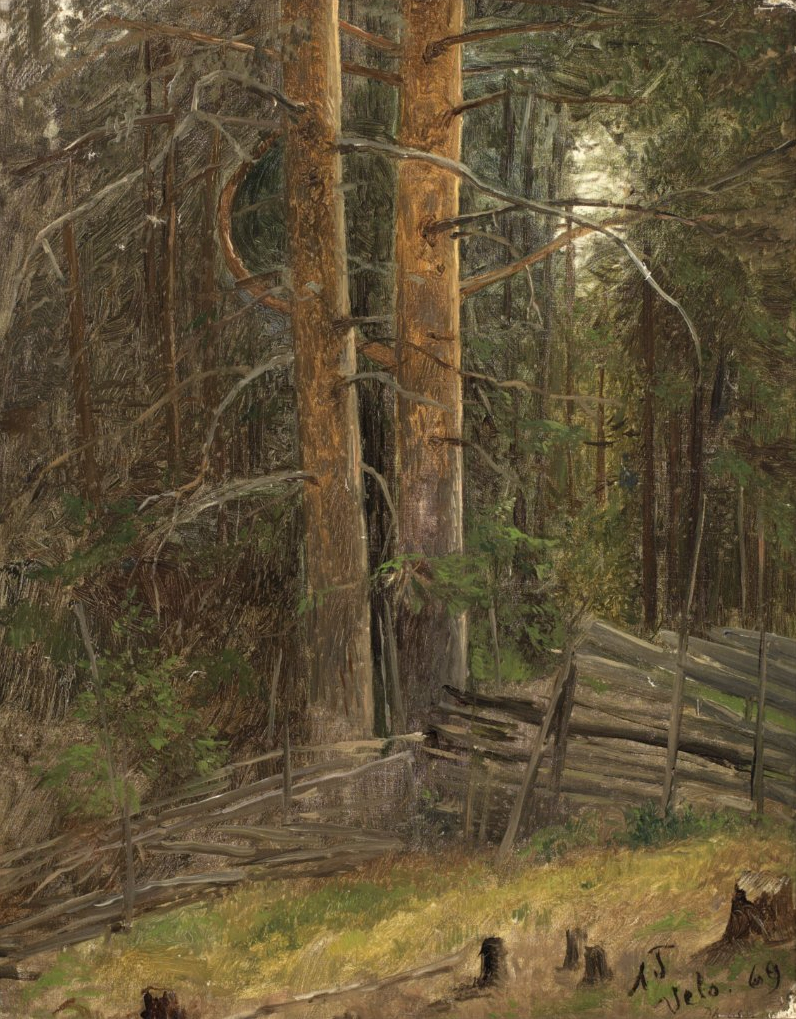
《숲 속》, 1869년
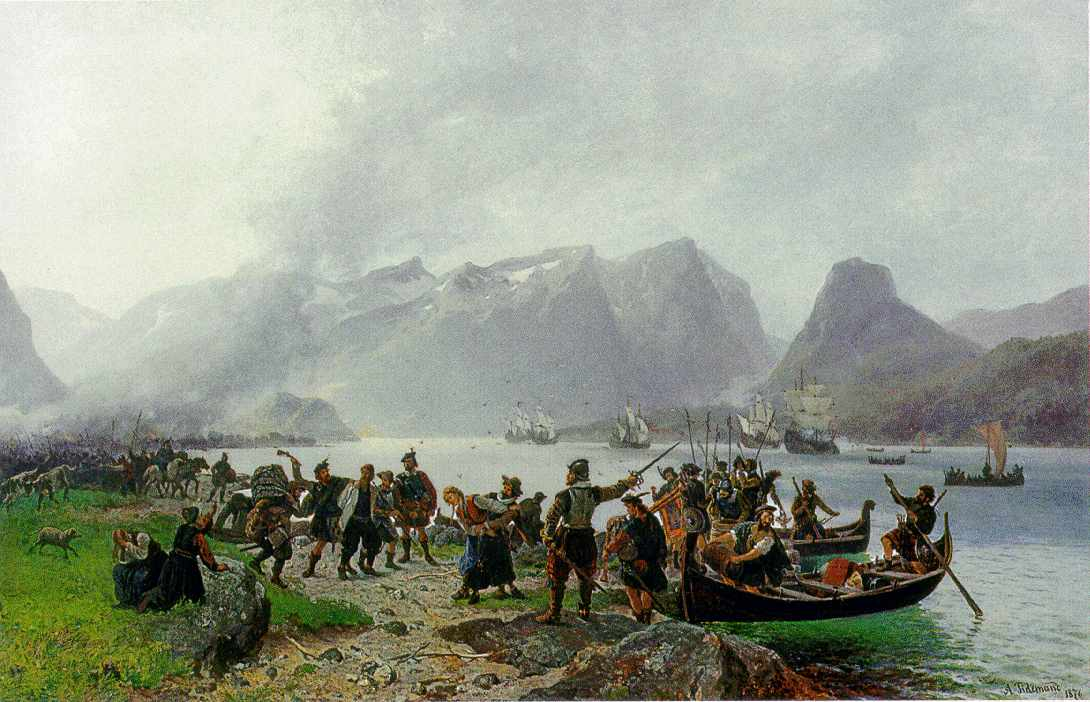
《롬스달에 상륙한 싱클레어》, 1876년, 오슬로 국립미술관